# Nothing Remains the Same
Nothing Remains The Same är ett musikalbum av Pain som släpptes 2002. Och är det tredje i ordningen och tredje under The Abyss Studio.

## Låtförteckning
1. It's Only Them (04:51)
2. Shut Your Mouth (03:12)
3. Close My Eyes (03:44)
4. Just Hate Me (03:55)
5. Injected Paradise (05:10)
6. Eleanor Rigby (The Beatles Cover Song) (03:51)
7. Expelled (03:43)
8. Pull Me Under (04:15)
9. Save Me (03:36)
10. The Game (04:05)
11. Fade Away (04:59)